# Patrimoine de Malte
Le patrimoine de Malte (Patrimonju ta' Malta en maltais et en anglais Heritage of Malta) est un système de classement de l'ensemble du patrimoine maltais, qu'il s'agisse de constructions ou de sites.
Les constructions sont réparties en trois catégories : archéologie, architecture et ingénierie ; et les sites en cinq catégories : paysage naturel, paysage culturel, écologie, géologie et géomorphologie. À l’intérieur de ces catégories, les items sont répartis en grade pour l'architecture et l'ingénierie, en classe pour l'archéologie et en niveau pour les autres catégories.
L'objectif poursuivi, hormis le classement, est la préservation des biens naturels et la préservation, l'entretien et la restauration des biens culturels du patrimoine maltais. En 2014, il y avait plus de 2000 biens ou sites inscrits au patrimoine de Malte

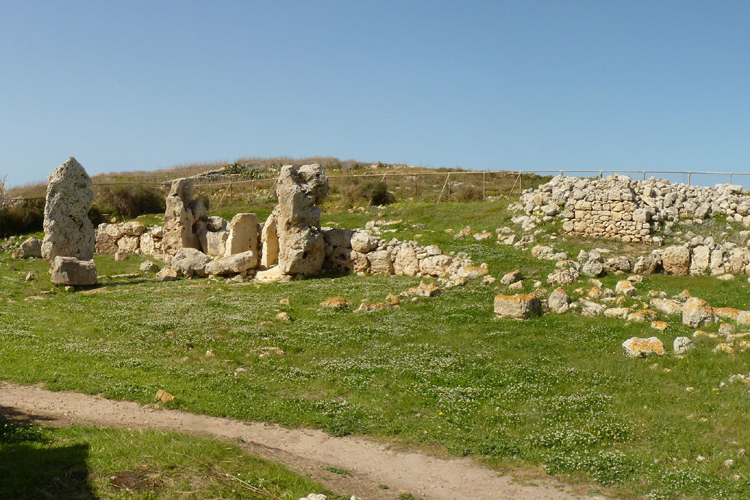
Temple de Skorba classé au patrimoine mondial de l'Unesco, le plus vieux site monumental au monde - 5 400 ans av. J.-C. à Żebbieħ

## Historique
Le 27 juillet 1925, les autorités britanniques font paraître à la Government Gazette une loi Chapter 54 - Antiquities Protection Act pour lister les sites archéologiques de l'archipel maltais en vue de leur protection. Une liste de 67 sites est établie en 1932. Une loi du 28 octobre 1992 Chapter 356 - Development Planning Act crée le MEPA - Malta Environment and Planning Authority, une administration gouvernementale réorganisée par la loi Chaptar 435 - Environment Protection Act. La loi Chapter 504 - Environment and Development Planning Act du 30 novembre 2010 précise dans son article 81, la responsabilité du MEPA pour dresser une liste des biens classés (scheduled property).

## Organisation
Le MEPA - Malta Environment and Planning Authority est placé sous l'autorité du ministre des Affaires rurales et de l'Environnement. Le MEPA  a créé un comité spécifique pour satisfaire aux exigences de la loi en matière de patrimoine : le comité consultatif du patrimoine (HAC - Heritage Advisory Committee) composé de deux sections : le comité consultatif pour le patrimoine culturel et le comité consultatif pour le patrimoine naturel.

## Fonctionnement
C'est sur le principe de classement des monuments britanniques qu'a été organisé le classement en grade, en classe ou en niveau du patrimoine de Malte. C'est sur ce principe que le MEPA fait régulièrement paraître des listes du patrimoine culturel et naturel maltais. Les premières listes de classement datent de 1994.
Le MEPA a deux actions de classement complémentaire :
- reprendre la liste des sites archéologiques de 1932 pour les intégrer dans les listes actuelles, sur ces 67 premiers sites classés, 38 sont repris dans le classement actuel du patrimoine, dont 6 au patrimoine mondial de l'Unesco, 23 sont en cours de classement, 3 ont été détruits pendant la Seconde Guerre mondiale et trois autres sont perdus faute d'une description et d'une localisation suffisantes ;
- dresser une liste spécifique de classements des églises paroissiales pour accélérer les procédures permettant l'encadrement des travaux de restauration. En 2014, sur les 85 églises paroissiales des îles de Malte et de Gozo qui ont été inclus dans le projet, 50 églises paroissiales sont déjà classées en grade 1, niveau de protection le plus élevé, 20 autres au grade 2 et les 15 restantes sont en attente de classement.

## Définition des catégories de patrimoine
Les biens ou constructions sont répartis en trois catégories :  archéologie, architecture et ingénierie ; et les sites en cinq catégories : paysage naturel, paysage culturel, écologie, géologie et géomorphologie.

## Niveaux de protection
Les niveaux de protection diffèrent en fonction des catégories de classement.

### Architecture et ingénierie
Pour les catégories Architecture et Ingénierie, il existe trois grades de protection :
- Grade 1 : bâtiments ou constructions d'un intérêt architectural et historique exceptionnel qui doivent être préservés dans leur intégralité. Aucune modification ou altération à l'apparence extérieure et intérieure n'est autorisée. Les modifications structurelles internes ne sont autorisées que pour des raisons de maintien du bien en utilisation active ;
- Grade 2 : bâtiments et constructions d'un certain intérêt architectural et historique ou qui contribuent à l’aspect visuel d'une zone de conservation urbaine. Les modifications sont autorisées si elles sont sans atteinte au caractère et à l'homogénéité architectural du bien ;
- Grade 3 : bâtiments et constructions qui n'ont pas d'importance historique et n'ont qu'un intérêt architectural relativement mineur. Ils peuvent être démolis à condition que le bâtiment de remplacement soit en harmonie avec son environnement.

### Archéologie
La catégorie Archéologie comporte quatre classes de protection :
- Classe A : site ou monument à haute protection prioritaire. Aucun développement n'est autorisé qui pourrait porter atteinte à l'environnement du site ou du monument dans une zone minimale d'au moins 100 mètres autour du site ou du monument ;
- Classe B : site ou monument très important à préservation élevée. Des mesures adéquates doivent être prises pour éviter tout dommage par le développement de l'entourage proche ;
- Classe C : site ou monument qui doit être préservé mais qui peut être recouvert pour sa conservation après enquête appropriée, sa documentation et son catalogage. Un accès ultérieur au site ou au monument doit être prévu ;
- Classe D : site ou monument mineur appartenant à un type connu par de nombreux autres exemples. Il peut être recouvert pour conservation ou obtenir une autorisation de destruction.

### Patrimoine naturel
Les cinq catégories du patrimoine naturel sont préservées par quatre niveaux de protection :
- Niveau 1 : zones ou sites comprenant des habitats ou des espèces uniques importantes présentes uniquement dans des petites zones ou sites. Zones ou sites ayant des caractéristiques uniques ;
- Niveau 2 : zones ou sites comprenant des habitats ou des espèces importantes présentes dans des zones ou sites relativement grands. Zones ou sites ayant des caractéristiques rares ;
- Niveau 3 : zones ou sites où le contrôle est nécessaire pour préserver des habitats, des espèces ou des fonctions dans les sites ou zones adjacents.
- Niveau 4 : zones ou sites comprenant des habitats et/ou des caractéristiques d’intérêt général.